# Ponte dos Cinco Pavilhões
A Ponte dos Cinco Pavilhões, também conhecida como Ponte de Lótus e por outros nomes, é uma passarela coberta feita em arcos de pedra no Parque Nacional Lago Oeste Delgado, no Distrito de Hanjiang, Yangzhou, em Jiangsu, China. É uma das Quatro Pontes na Névoa, uma das 24 vistas de Yangzhou construída durante a Dinastia Qing, e se tornou um marco da cidade.

## Nomes
"Ponte dos Cinco Pavilhões" é a tradução de um dos nomes chineses da ponte, escrito 五亭橋 em caracteres tradicionais e 五亭桥 em caracteres simplificados. Da romanização pinyin do nome em mandarim, se pronuncia Wǔtíng Qiáo, às vezes também é conhecida como Ponte Wuting . Da mesma forma, "Ponte de Lótus" ou " Ponte da Flor de Lótus " é uma tradução do nome chinês original da ponte 蓮花橋 ou 莲花桥, Liánhuā Qiáo, ambos nomeados em homenagem ao Dique da Flor de Lótus ao qual a ponte se conecta em seu lado sul  ou por uma suposta semelhança dos seus pavilhões com as pétalas de uma flor de lótus. 

## História
A ponte foi construída em 1757  (22º ano do Imperador Qianlong), conectando as residências na margem norte do lago à parte de trás do Templo da Mente de Lótus, ao sul.  Sua construção foi financiada por comerciantes de sal locais para receber o imperador Qianlong da dinastia Qing durante a sua segunda viagem ao sul de Jiangnan .   A ponte refletia conscientemente os Cinco Pavilhões do Dragão em Pequim, combinando-se com o antigo Pagode Branco no Templo de Lianxing para igualar o Parque Beihai da capital.  Embora representativo de um estilo Qing de pontes cobertas conhecidas como "pontes de corredor", "pontes de chuva e vento" e "pontes de pavilhão",  ainda foi listada pelo famoso engenheiro estrutural chinês Mao Yisheng como a "ponte mais elegante e artística" da China. 
A ponte foi muito danificada durante os combates entre os exércitos de Taiping e de Qing  ao longo de 1853,  com os pavilhões totalmente destruídos. Eles foram posteriormente reparados no final da Dinastia Qing,   mas apenas três dos cinco pavilhões permaneceram de pé em 1929.  A ponte foi posteriormente renovada em 1933, 1951 – 1953,  1956 e 1982.  Como a "Ponte de Lótus", a Ponte dos Cinco Pavilhões foi inscrita junto com o vizinho Dagoba Branco como o 533º Sítio do Patrimônio Cultural Principal sob Proteção de Nível Nacional adicionado durante a 6ª rodada de nomeações em 25 de maio de 2006. 

## Estrutura
A ponte tem 55,3 metros de comprimento (181 pés).  Está assentada sobre 12 bases de granito de diversas dimensões, suportando 15 arcos de três estilos. O arco maior tem um vão de 7 metros (23 pés) . O maior pavilhão central está conectado aos quatro pavilhões menores em cada esquina por passarelas cobertas.  Os atuais pavilhões erguem-se sobre pilares escarlates e são revestidos de azulejos amarelos imperiais . 

### Citações
1. ↑  Finnane (2004), p. pág 194.
2. 1 2 3 4  Chen & al. (2022), p. 389.
3. 1 2 3  Knapp (2012), p. 190.
4. 1 2  «Five-Pavilion Bridge», Official site, Yangzhou: Slender West Lake Scenic Spot, 2023.
5. 1 2  Olivová (2009), p. 9.
6. 1 2  Chen & al. (1986), p. 23.
7. ↑  Meyer-Fong (2009), p. 41–2.
8. ↑  Olivová (2009), p. 17.
9. ↑  Snow & al. (1929), p. 568.
10. ↑  Knapp (2012), p. 194.
11. ↑  Danielson, Eric N. (26 January 2012), «Yangzhou Historic Sites Index», The Long River Verifique data em: |data= (ajuda).
12. ↑  State Council (2006).
13. ↑  Knapp (2012), p. 191.